# نصف‌النهار ۷۷ درجه شرقی
نصف‌النهار ۷۷ درجه شرقی ۷۷مین نصف‌النهار شرقی از گرینویچ است که از لحاظ زمانی ۵ساعت و ۸دقیقه با گرینویچ اختلاف زمانی دارد.
این نصف‌النهار از قطب شمال شروع و از مناطق زیر گذشته و به قطب جنوب ختم می‌شود.
- روسیه
- چین
- اقیانوس هند